# Kallinik II (patriarcha Konstantynopola)
Kallinik II, gr. Καλλίνικος Β΄ (ur. 1630, zm. 1702) – ekumeniczny patriarcha Konstantynopola. 

## Życiorys
Urząd patriarchy Konstantynopola pełnił trzykrotnie – w latach 1688, 1689–1693 i 1694–1702.